# دیانا ویکر
دیانا ویکر (به انگلیسی: Diana Weicker؛ متولد ۲۶ مهٔ ۱۹۸۹) کشتی‌گیر آزادکار تیم ملی کانادا است.
از افتخارات وی می‌توان به کسب مدال برنز وزن ۵۳ کیلوگرم در مسابقات قهرمانی کشتی جهان ۲۰۱۸ اشاره کرد.